# Асен Севарски
Асен Караханов Севарски (роден като Хасан Хюсеинов Карахюсеинов) е български писател, журналист и политик. Автор е на няколко стихосбирки на турски и български език, сборник есета, статии и др. публикации.

## Биография
Асен Севарски е роден на 5 ноември 1925 г. в с. Севар. Произхожда от малоимотно селско семейство. Завършва основно образование в родното си село Севар, а през 1960-те години продължава средното си образование като екстернант в Кубрат.
Член на РМС от 9 септември 1944, а от ноември 1947 г. е член на БКП. През 1945 г. завършва политически курсове при областния комитет на РМС Русе.
Същевременно работи като кореспондент на вестниците „Дунавска правда“, „Народна младеж“ и „Работническо дело“. През октомври 1951 г. е привлечен на работа във вестник „Йени ъшък“ (после „Нова светлина“). През 1954 г. завършва 1-годишна журналистическа школа при СБЖ. През 1958 г. заминава за родното си село за укрепване и обединяване на ТКЗС, а 3 години по-късно е назначен за окръжен кореспондент на вестниците „Работническо дело“ и „Йени ъшък“ за Разград.
През 1964 г. постъпва на работа като литературен сътрудник в Радио „София“ в предаване за Турция, а от 1 октомври 1968 г. е на щатна работа в отдел „Външна политика и международни връзки“ в ЦК на БКП. Също така работи като щатен преводач в „Спецотделението“ на АОНСУ при ЦК на БКП.
През 1981 г. е изпратен на 6-месечен курс за висши ръководни кадри в Академията по обществени науки при ЦК на КПСС, а от 1980 до 1986 г. е заместник главен редактор на списание „Йени хаят“ („Нов живот“).
От 1986 до 1990 г. е народен представител в IX ОНС, където е член на Постоянната комисия по духовно развитие.. Почетен член е на Съюза на българските писатели и Съюза на българските журналисти. Участник е в преговорите на Кръглата маса през 1990 година.
Носител е на почетното звание „Заслужил деятел на културата“ (1982), ордените „Народна република България“ II ст. (1985), „Кирил и Методий“ III ст. и „Народен орден на труда“ III ст. (1960).
Женен, има 2 сина и 1 дъщеря. Умира на 29 октомври 1990 г. в София.

## Произведения
Автор на произведенията:
- „Синурен камък“ (1956) – новела на турски език;
- „Опиянено сърце“ (1959) – стихотворения;
- „Слятост“ (1967) – лирика;
- „Бащино огнище“ (1966) – есеистични разкази и очерци;
- „Романа на един ден“ (1962) – поема в ретроспекция;
- „Лудогорски легенди“ (1968);
- „И пламък и огнище“ (1977) – лирика;
- „Луда гора“ (1980);
- „Завръщане към птиците“ (1984);
- „С дъх на жито“ (1985);

а също така и сборник есета, статии и др.